# Гвура
Гвура́, также Гебура́; Дин, или Пахад (др.-евр. דין‬; лат. транскрипция Gevurah; Geburah; «Крепость»; «Суд»), — в учении каббалы о происхождении миров пятая из 10 объективных эманаций (прямые лучи божественного света) мироздания — так называемых «сфирот» или «сефирот» (мн.ч. от «сефира»), также «цифр» или «сфер», — первых излучений Божественной Сущности, которые в своей совокупности образуют космос.
Мыслимые как члены одного целого, сефироты образуют форму совершенного существа — первоначального человека (Адам-Кадмон). Для большей наглядности каббалисты указывают соответствие отдельных сефирот с наружными частями человеческого тела: так Гвура́ (Гебура́) и Хесед (Гедула́) — это две руки Адам-Кадмона.
Гвура́ также называется «Страх» (פחד) и «Могущество» (גבורה).

## Триада «душевного мира»
Гвура́ рождается сфирой Бина́, то есть «Суд» рождается «Разумом», который в своём тройном проявлении даёт начало противоположным принципам: мужскому принципу Хесед («Милость») и женскому принципу Гвура́ («Суд»), которые вместе производят новый принцип — Тифе́рет («Красота»).

Понятия «Милость» и «Суд» не следует, однако, понимать буквально, а как символическое обозначение для развёртывания и самоограничения воли; сумма обоих — нравственный миропорядок — является в виде «Красоты» (Тифе́рет).
Триада Хесед («Милость»), Гвура́ («Суд») и Тифе́рет («Красота») — по своему существу — носит этический характер и представляет собой так называемый «душевный мир», или, по терминологии позднейших каббалистов, «чувствуемый мир» (עולם מורגש);